# Hungarian Football League 2015
La Hungarian Football League 2015 (detta anche "Cellect HFL 2015" per ragioni di sponsorizzazione) è la 10ª edizione del campionato di football americano di primo livello, organizzato dalla MAFSZ.

## Squadre partecipanti
| Club                | Città       | Stadio | Sponsor ufficiale | Risultato nella stagione 2014 |
| ------------------- | ----------- | ------ | ----------------- | ----------------------------- |
| Bratislava Monarchs | Bratislava  |        |                   |                               |
| Budapest Cowbells   | Budapest    |        |                   |                               |
| Budapest Wolves     | Budapest    |        |                   |                               |
| Győr Sharks         | Győr        |        |                   |                               |
| Miskolc Steelers    | Miskolc     |        |                   |                               |
| Nyíregyháza Tigers  | Nyíregyháza |        |                   |                               |
| Újpest Bulldogs     | Budapest    |        |                   |                               |

## Stagione regolare

### Calendario

#### 1ª giornata
| 4 aprile 2015 | Budapest Wolves | 59 – 14 | Nyíregyháza Tigers |  |

| 4 aprile 2015 | Miskolc Steelers | 21 – 42 | Budapest Cowbells |  |

| 5 aprile 2015 | Újpest Bulldogs | 0 – 59 | Bratislava Monarchs |  |

#### 2ª giornata
| 11 aprile 2015 | Budapest Cowbells | 48 – 23 | Győr Sharks |  |

#### 3ª giornata
| 18 aprile 2015 | Bratislava Monarchs | 46 – 7 | Nyíregyháza Tigers |  |

#### 4ª giornata
| 25 aprile 2015 | Miskolc Steelers | 27 – 52 | Bratislava Monarchs |  |

| 25 aprile 2015 | Nyíregyháza Tigers | 49 – 40 | Győr Sharks |  |

| 26 aprile 2015 | Újpest Bulldogs | 3 – 65 | Budapest Wolves |  |

#### 5ª giornata
| 2 maggio 2015 | Budapest Wolves | 24 – 28 | Budapest Cowbells |  |

#### 6ª giornata
| 9 maggio 2015 | Győr Sharks | 41 – 20 | Miskolc Steelers |  |

| 9 maggio 2015 | Budapest Cowbells | 37 – 0 | Újpest Bulldogs |  |

#### 7ª giornata
| 16 maggio 2015 | Nyíregyháza Tigers | 38 – 15 | Újpest Bulldogs |  |

| 17 maggio 2015 | Bratislava Monarchs | 30 – 23 | Budapest Wolves |  |

#### 8ª giornata
| 24 maggio 2015 | Miskolc Steelers | 13 – 42 | Nyíregyháza Tigers |  |

| 25 maggio 2015 | Győr Sharks | 7 – 44 | Budapest Wolves |  |

#### 9ª giornata
| 31 maggio 2015 | Győr Sharks | 34 – 0 | Újpest Bulldogs |  |

#### 10ª giornata
| 6 giugno 2015 | Nyíregyháza Tigers | 6 – 65 | Budapest Cowbells |  |

| 6 giugno 2015 | Budapest Wolves | 80 – 40 | Miskolc Steelers |  |

| 7 giugno 2015 | Bratislava Monarchs | 64 – 21 | Győr Sharks |  |

#### 11ª giornata
| 13 giugno 2015 | Budapest Cowbells | 20 – 34 | Bratislava Monarchs |  |

| 14 giugno 2015 | Újpest Bulldogs | 0 – 30 | Miskolc Steelers |  |

### Classifica
Le classifiche della regular season sono le seguenti:
- PCT = percentuale di vittorie, G = partite giocate, V = partite vinte,  P = partite perse, PF = punti fatti, PS = punti subiti

| Pos. | Squadra             | PCT   | G | V | N | P | PF  | PS  |
| ---- | ------------------- | ----- | - | - | - | - | --- | --- |
| 1    | Bratislava Monarchs | 1.000 | 6 | 6 | 0 | 0 | 286 | 98  |
| 2    | Budapest Cowbells   | .833  | 6 | 5 | 0 | 1 | 240 | 108 |
| 3    | Budapest Wolves     | .667  | 6 | 4 | 0 | 2 | 295 | 122 |
| 4    | Nyíregyháza Tigers  | .500  | 6 | 3 | 0 | 3 | 156 | 238 |
| 5    | Győr Sharks         | .333  | 6 | 2 | 0 | 4 | 166 | 226 |
| 6    | Miskolc Steelers    | .167  | 6 | 1 | 0 | 5 | 151 | 257 |
| 7    | Újpest Bulldogs     | .000  | 6 | 0 | 0 | 6 | 18  | 263 |

## Playoff

### Tabellone
|  | Semifinali | Semifinali          | Semifinali |                 |    | X Hungarian Bowl    | X Hungarian Bowl | X Hungarian Bowl |  |
|  |            |                     |            |                 |    |                     |                  |                  |  |
|  | 1          | Bratislava Monarchs | 44         |                 |    |                     |                  |                  |  |
|  | 1          | Bratislava Monarchs | 44         |                 |    |                     |                  |                  |  |
|  | 4          | Nyíregyháza Tigers  | 6          |                 |    |                     |                  |                  |  |
|  | 4          | Nyíregyháza Tigers  | 6          |                 | 1  | Bratislava Monarchs | 55               |                  |  |
|  |            |                     |            |                 | 1  | Bratislava Monarchs | 55               |                  |  |
|  |            |                     | 3          | Budapest Wolves | 34 |                     |                  |                  |  |
|  | 2          | Budapest Cowboys    | 3          | Budapest Wolves | 34 | 21                  |                  |                  |  |
|  | 2          | Budapest Cowboys    |            |                 |    |                     |                  |                  |  |
|  | 3          | Budapest Wolves     | 46         |                 |    |                     |                  |                  |  |

### Semifinali
| Budapest 21 giugno 2015 | Bratislava Monarchs | 44 – 6 | Nyíregyháza Tigers | BKV Előre Sport Club |

| Budapest 21 giugno 2015 | Budapest Cowbells | 21 – 46 | Budapest Wolves | BKV Előre Sport Club |

### X Hungarian Bowl
| Budapest 4 luglio 2015 | Bratislava Monarchs | 55 – 34 | Budapest Wolves | Szőnyi úti Stadion |

## Verdetti
- /  Bratislava Monarchs Campioni dell'Ungheria 2015